# Nagyolaszi (Szerbia)
Nagyolaszi (szerbül: Manđelos, Манђелос) település Szerbiában, a Vajdaságban, a Szerémségi körzetben, Szávaszentdemeter községben.

## Demográfiai változások
| 1948 | 1953  | 1961  | 1971  | 1981  | 1991  | 2002  |
| ---- | ----- | ----- | ----- | ----- | ----- | ----- |
| 995  | 1 019 | 1 263 | 1 418 | 1 516 | 1 478 | 1 533 |